# Референдум в Лихтенштейне о страховании (1952)
14 декабря 1952 года в Лихтенштейне был проведен референдум о введении страхования для пожилых и малоимущих граждан. Предложение было одобрено 53.5% избирателей.

## Итоги
| Вариант                     | Голосов | %    |
| --------------------------- | ------- | ---- |
| За                          | 1,574   | 53.5 |
| Против                      | 1,366   | 46.5 |
| Недействительных бюллетеней | 111     | –    |
| Всего                       | 3,051   | 100  |
| Число избирателей/явка      | 3,379   | 90.3 |
| Источник: Nohlen & Stöver   |         |      |